# Mecinini
Mecinini – plemię chrząszczy z podrzędu chrząszczy wielożernych z rodziny ryjkowcowatych, w obrębie podrodziny Curculioninae.
Caldara w 2001 wyróżnił w nim 6 rodzajów, przy czym krainę palearktyczną łącznie z etiopską zamieszkują jedynie dwa: Gymnetron Schoenherr, 1825 i Cleopomiarus Pierce, 1919. Gymnetron obejmuje odpowiednio 30 i 60 gatunków zamieszkujących wymienione dwie krainy zoogeograficzne. Jego najbliżsi krewni to rodzaje Mecinus Germar, 1817 oraz Rhinusa Stephens, 1829. W Afryce spotyka się też przedstawicieli rodzaju Cleopomiarus, rozszerzonego przez Caldarę w 2005 o 15 nowo opisanych gatunków.